# Memoriał Stanisława Szozdy 2019
6. edycja wyścigu kolarskiego Memoriał Stanisława Szozdy odbyła się w dniu 8 września 2019 roku i liczył 48 km. Start i meta wyścigu miały miejsce na Rynku w Prudniku. Był organizowany przez gminę Prudnik oraz Ośrodek Sportu i Rekreacji w Prudniku.
Trasa wyścigu przebiegała ulicami: Zamkową, Piastowską, Plac Wolności, Kościuszki, Armii Krajowej, Batorego i Damrota.
Pierwsze miejsce w wyścigu mężczyzn zdobył Bartosz Warchoł, drugie Marek Rutkiewicz, a trzecie Paweł Cieślik.